# Confiança Esporte Clube
El Confiança Esporte Clube és un club de futbol brasiler de la ciutat de Sapé a l'estat de Paraíba.

## Història
El club va ser fundat el 22 d'abril de 1953. Guanyà campionat paraibano el 1997, i la Copa Rural el 2005. Posteriorment desaparegué.

## Estadi
El Confiança Esporte Clube jugava els seus partits com a local a l'Estadi Luiz Ribeiro Coutinho, anomenat Ribeirão. Tenia una capacitat per a 2.500 espectadors.

## Palmarès
- Campionat paraibano:
  - 1997

- Copa Rural:
  - 2005